# محمد البرادعي
محمد مصطفى البرادعي (17 يونيو 1942) دبلوماسي وسياسي مصري ذو توجه ليبرالي،  حاصل على جائزة نوبل للسلام سنة 2005 أثناء عمله في الوكالة الدولية للطاقة الذرية مديرًا لها. وهو مؤسس الجمعية الوطنية للتغيير.
يعمل البرادعي حاليًّا رئيسًا شرفيًّا لحزب الدستور الذي يهدف، حسب تعريف الحزب، إلى توحيد القوات السياسية المصرية التي تؤمن بالحريات العامة ومدنية الدولة، من أجل حماية وتعزيز مبادئ وأهداف ثورة 25 يناير.
يقود منذ 5 ديسمبر 2012 جبهة الإنقاذ الوطني، وهي تحالف لأبرز الأحزاب المصرية المعارضة لقرارات رئيس الجمهورية أنذاك محمد مرسي.
بعد انقلاب 2013 في مصر الذي جاء بعد تظاهرات للمعارضة المصرية كان البرادعي من أبرز المرشحين لتولي منصب رئيس الوزراء المصري. وأصدر الرئيس المؤقت عدلي منصور في 9 يوليو 2013 قراراً جمهورياً بتعيين محمد البرادعى نائباً لرئيس الجمهورية للعلاقات الخارجية. أكد البرادعي لمجلة "دير شبيغل" الألمانية أن تدخل الجيش لعزل مرسي لم يكن انقلابا عسكريا بل استجابة لمطلب شعبي وقال بأنه "بدون عزل مرسي كنا سنصبح دولة فاشية". وقد نفي سعي الجيش للإستئثار بالسلطة مجددًا، وحمل الإخوان مسؤلية أحداث العنف بسبب خطابهم التحريضي.
في 14 أغسطس 2013 أعلن استقالته من منصبه احتجاجا على فض اعتصامات مؤيدي مرسي بالقوة.

## نشأته
ولد في إبيار (في محافظة الغربية في مصر). والده مصطفى البرادعي محام ونقيب سابق للمحامين. تخرج من كلية الحقوق في جامعة القاهرة سنة 1962 بدرجة ليسانس الحقوق. وتزوج من عايدة الكاشف، وهي مُدرِّسة في رياض أطفال مدرسة فينا الدولية، ولهما ابنان. ابنتهما ليلي محامية وابنهما مصطفى مدير استوديو في محطة تلفزة خاصة، وكانا يعيشان في لندن، لكنهما عادا إلى مصر عام 2009.

## حياته العملية
بدأ الدكتور محمد البرادعي حياته العملية موظفا في وزارة الخارجية في قسم إدارة الهيئات سنة 1964م حيث مثل بلاده في بعثتها الدائمة لدي الأمم المتحدة في نيويورك وفي جنيف. استقال البرادعي من منصبه بوزارة الخارجية المصرية إعتراضا على بعض بنود اتفاقات كامب ديفيد بعد عمله بها حوالي 10 أعوام. سافر إلى الولايات المتحدة للدراسة، ونال سنة 1974 شهادة الدكتوراه في القانون الدولي من جامعة نيويورك. عاد إلى مصر في سنة 1974 حيث عمل مساعدا لوزير الخارجية إسماعيل فهمي ثم مسؤولا عن برنامج القانون الدولي في معهد الأمم المتحدة للتدريب والبحث سنة 1980م، كما كان أستاذا زائرا للقانون الدولي في مدرسة قانون جامعة نيويورك بين سنتي 1981 و1987.
اكتسب خلال عمله كأستاذ وموظف كبير في الأمم المتحدة خبرة بأعمال وصيرورات المنظمات الدولية خاصة في مجال حفظ السلام والتنمية الدولية، وحاضَرَ في مجال القانون الدولي والمنظمات الدولية والحد من التسلح والاستخدامات السلمية للطاقة النووية، وألَّف مقالات وكتبا في تلك الموضوعات، وهو عضو في منظمات مهنية عدة منها اتحاد القانون الدولي والجماعة الأمريكية للقانون الدولي.
التحق بالوكالة الدولية للطاقة الذرية سنة 1984 حيث شغل مناصب رفيعة منها المستشار القانوني للوكالة، ثم في سنة 1993 صار مديرًا عامًا مساعدًا للعلاقات الخارجية، حتي عُيِّن رئيسا للوكالة الدولية للطاقة الذرية في 1 ديسمبر 1997 خلفًا للسويدي هانز بليكس وذلك بعد أن حصل على 33 صوتًا من إجمالي 34 صوتًا في اقتراع سري للهيئة التنفيذية للوكالة، وأعيد اختياره رئيسا لفترة ثانية في سبتمبر 2001 ولمرة ثالثة في سبتمبر 2005.

## جدل حوله

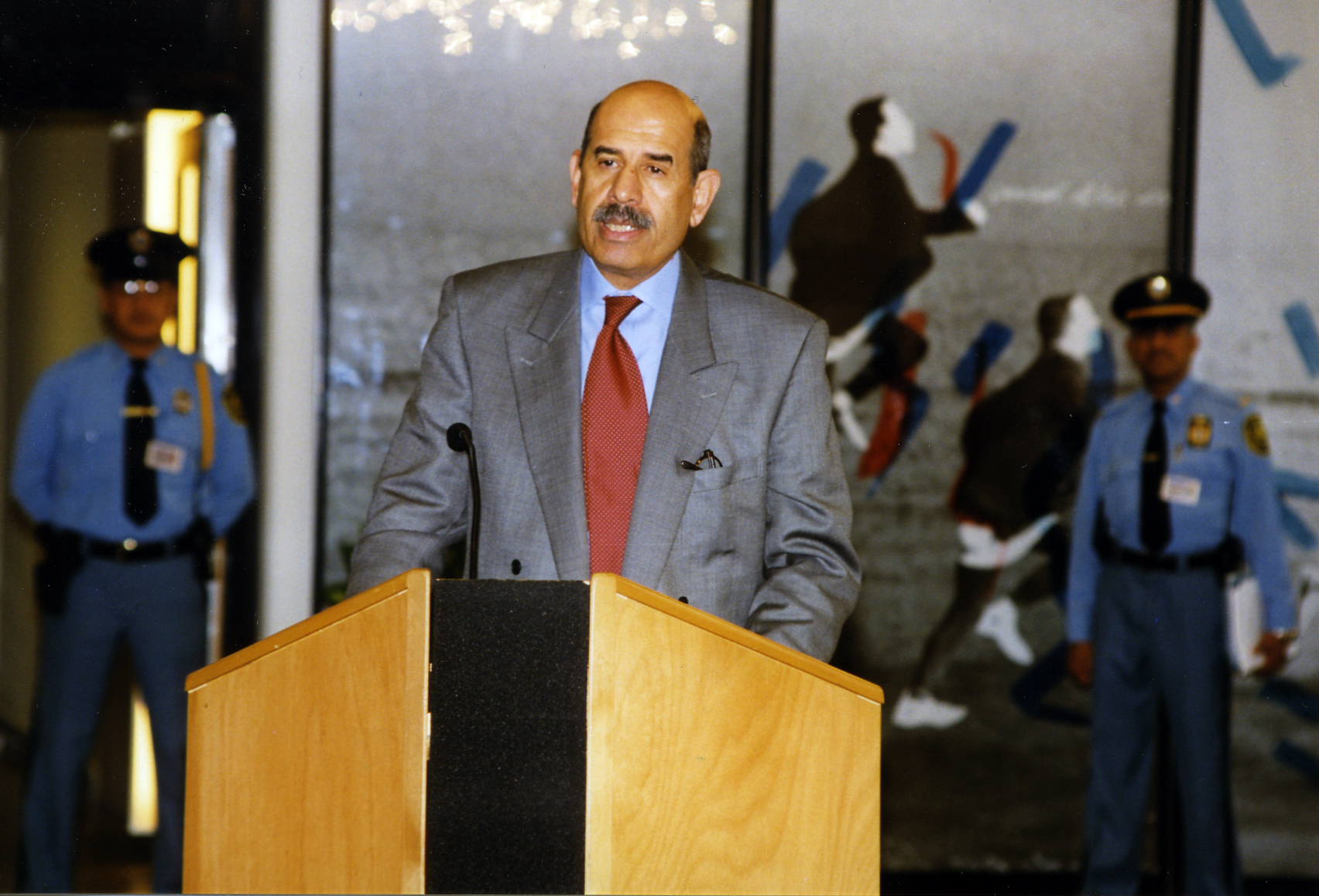
محمد البرادعي أثناء بداية عمله مع الوكالة عام 1998

بسبب اضطلاع الوكالة الدولية للطاقة النووية بدور في التفتيش على الأسلحة النووية وبسبب السياسة الأمريكية الساعية إلى تقييد امتلاك دول لتلك التقنيات، فقد ثار حول محمد البرادعي جدلا خصوصا فيما تعلق بقضيتي أسلحة العراق قبل غزوها سنة 2003 وبرنامج إيران النووي وسعي الولايات المتحدة لإقصائه من رئاسة الوكالة ثم منعه من رئاستها لفترة ثالثة.

### علاقته بإيران
ادعت صحيفة يديعوت أحرونوت الإسرائيلية استناداً لمصادر رفيعة في الحكومة الإسرائيلية على ان البرادعي كان عميلاً إيرانياً خلال فترة عمله بالوكالة الدولية للطاقة الذرية وانه لم يقدم تقريراً واحداً يدين برنامج إيران النووي على عكس ما كان يقدمه ضد البرنامج النووي العراقي. في حين كانت تقارير البرادعي بخصوص العراق بالتأكيد على ان عبارات «مهمة غير منجزة»، «أسئلة معلقة»، «وثائق ناقصة» وما إلى ذلك.

### أسلحة العراق واحتلالها
كان البرادعي قد أثار منذ 2003 تساؤلات حول دوافع ورُشد الإدارة الأمريكية في دعواها للحرب على العراق بدعوى حيازتها لأسلحة دمار شامل، إذ كان قد رأس هو وهانز بلكس فرق مفتشي الأمم المتحدة في العراق، وصرح في بيانه أمام مجلس الأمن في في 27 يناير 2003، قُبَيل غزو الولايات المتحدة العراق، «إن فريق الوكالة الدولية للطاقة الذرية لـم يعثر حتي الآن على أي أنشطة نووية مشبوهة في العراق». كما لم يأت تقرير هانز بلِكس رئيس فرق التفتيش على أسلحة الدمار الشامل بما يفيد وجود أيا منها في العراق، وإن كان لا ينفي وجود برامج ومواد بهدف إنتاج أسلحة بيولوجية وكيميائية سابقا. كما كرّر ذلك في كلمته أمام مجلس الأمن في 7 مارس 2003
لاحقا، وصف البرادعي يوم غزو العراق بأنه «أبأس يوم في حياته»
وكان هانز بليكس قد صرّح عند بدء التحقيق في مبررات حرب الولايات المتحدة على العراق بأن ديك تشيني نائب الرئيس الأمريكي قد أبلغهم بأنهم سيسعون إلى الانتقاص من مصداقيتهم في حال عدم الوصول إلى تبرير للحرب.

### السعي لإزاحته عن رئاسة الوكالة
عارضت الولايات المتحدة ترشّح محمد البرادعي لفترة ثالثة كرئيس للوكالة الدولية، كما أثارت صحيفة واشنطن بوست جدلا حول ما أعلنته  من قيام الولايات المتحدة بالتنصت على مكالماته على أمل العثور على ما يساعدها على إزاحته عن رئاسة الوكالة.
بالرغم من عدم وجود مترشحين منافسين على رئاسة الوكالة في ذلك الوقت، سعت الولايات المتحدة إلى إقناع وزير الخارجية الأسترالي الأسبق ألكسندر داونر بالترشح إلا إنه رفض فتأجل قرار مجلس محافظي الوكالة حتي نهاية مايو 2005، عندما أسقطت الولايات المتحدة اعتراضاتها على رئاسته في 9 يونيو بعد مقابلة بينه وبين كوندوليسا رايس حيث فشلت الولايات المتحدة في الحصول على دعم كافي من دول أخرى لاقصاء البرادعي، وكان من ضمن الدول التي أيدت إعادة انتخاب البرادعي فرنسا وألمانيا والصين وروسيا.
و بعد فوزه برئاسة دورة جديدة للوكالة سنة 2005، سعت حكومة الولايات المتحدة إلى إزاحة البرادعي عن رئاسة الوكالة الدولية للطاقة الذرية وكذلك سعت إسرائيل.

### مفاجأة انتخابات الرئاسة الأمريكية 2004
قبل عشرة أيام من موعد انتخابات الرئاسة الأمريكية في 2004، أثار البرادعي تساؤلات حول مآل 377 طنا من المتفجرات اختفت في العراق بعد سيطرة القوات المسلحة الأمريكية عليها، فيما شكل مفاجأة أكتوبر في السياسة الأمريكية لتلك الانتخابات.

### البرنامج النووي الإيراني
اتهمت الولايات المتحدة البرادعي باتخاذ موقف متخاذل فيما يتعلق بملف البرنامج النووي الإيراني، إلا أن حيثيات فوزه بجائزة نوبل السلام «لجهوده الحثيثة في الحول دون استخدام التقنيات النووية في الأغراض العسكرية وفي أن تستخدم في الأغراض السلمية بآمن وأسلم الوسائل الممكنة» فنَّدت تلك المزاعم.
في مقابلة معه أجرتها قناة سي إن إن في مايو 2007 أدلي البرادعي بتصريح شاجب للإجراءات العسكرية كحل لما تراه دول أنه أزمة الملف النووي الإيراني، فقال البرادعي ما معناه «لا نريد أن تكون حجة إضافية لبعض 'المجانين الجدد' الذين يريدون أن يقولوا هيا بنا نقصف إيران»
كما قال في مقابلة مع الصحيفة الفرنسية لو موند في أكتوبر 2007: "أريد أن أبعد الناس عن فكرة أن إيران ستصبح تهديدا من باكر، أو أننا تحت إلحاح تقرير ما إن كان ينبغي قصف إيران أو السماح لها بأن تحوز القنبلة النووية. لسنا في هذا الموقف. العراق مثل صارخ على أن استخدام القوة، في حالات كثيرة، يضاعف المشكلة بدلا من أن يحلها.
كما أنه قال مؤخرا في سنة 2008 «إذا وُجِّهت ضربة عسكرية إلى إيران الآن لن أتمكن من الاستمرار في عملي»، أي أنه سيستقيل بحسب ما ذكر، كما أنه أوضح بأن ضرب إيران «سيُحيل المنطقة إلى كرة لهب»[بحاجة لمصدر]

## السياسة المصرية

### العودة إلى الوطن

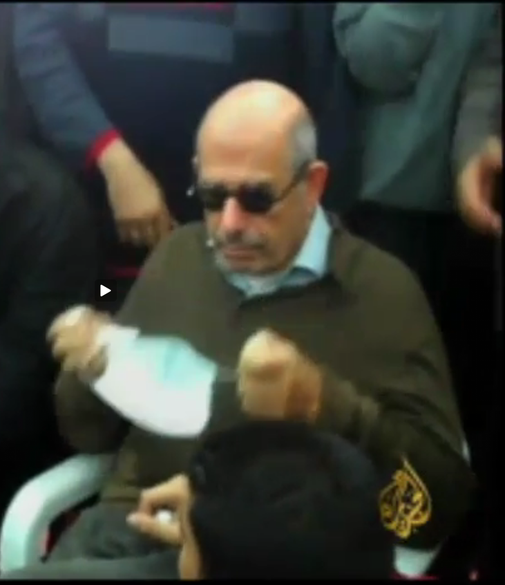
محمد البرادعي أثناء جمعة الغضب.

أثناء جمعة الغضب وقذفة بالمياه الكبريتية

وصل إلى القاهرة يوم الجمعة الموافق 19 فبراير 2010 وكان في استقباله في مطار القاهرة الدولي العديد من النشطاء السياسيين المصريين وعدد غير قليل من الشباب من عدة مناطق ومحافظات مختلفة في مظاهرة ترحيب بعودته لوطنه قدرت بحوالي ألفي شخص من أعمار وفئات اجتماعية مختلفة رافعين أعلام مصر والعديد من اللافتات التي عبرت عن ترحيبهم به وتأييدهم للرجل في ما اعتزمه من إصلاحات سياسية وإعادة الديمقراطية التي افتقدها الشباب المصري في ظل النظام الحالي.
في الأسبوع الأول لوصوله اجتمع مع عدد من قادة التيارات السياسية المختلفة والنشطاء السياسيين كما قام بزيارة الأمين العام لجامعة الدول العربية عمرو موسى كما قام عدد من القنوات الفضائية المستقلة باستضافته في عدد من البرامج الحوارية لتقديم نفسه للشعب والتعرف على رؤيته السياسية وخططه للمستقبل إلا أن هذه البرامج جاءت مبكرة بعض الشيء مما أعطي انطباعا مبكرا بأن الرجل لم يعد نفسه الإعداد الكامل للمرحلة القادمة. إلا أن الأسبوع الأول لوصوله إلى مصر قد انتهي بإعلان تشكيل الجمعية الوطنية للتغيير برئاسته للضغط على النظام لتعديل الدستور وإلغاء الطوارئ تجمع في عضويتها مجموعة من النشطاء من التيارات المعارضة المختلفة.
في خضم هذا التواتر والحراك السياسي تلاحظ غياب الإعلام الرسمي تماما عن متابعة أخباره كما لو كان الأمر هامشيا أو لا يرتقي إلى مستوي المتابعة الرسمية رغم المتابعة الشعبية الجارفة التي ظهرت في شكل آلاف من التعليقات الجادة والحوارات القيمة على عدد غير قليل من المواقع الإلكترونية لصحف مستقلة والمواقع الحوارية لتجمعات الشباب المصري، مما كان له أثره الواضح على اكتسابه المزيد من الشعبية نتيجة لذلك.
في سبتمبر 2010 نشرت عدد من الصحف المصرية، صورا عائلية خاصة لأسرة الدكتور محمد البرادعي، بعدما نقلتها «صديقة مجهولة» لابنته ليلي البرادعي عن صفحتها على موقع «فيس بوك» تقول أنها متزوجة من شخص بريطاني مسيحي (وهو مخالف للشريعة الإسلامية) وهذا ما تم نفيه من سفير النمسا السابق والذي كان قد شهد على عقد زواج ليلي البرادعي على الشريعة الإسلامية في سفارة مصر بالنمسا بعد اعلان زوجها إسلامه. والذي اعتبرها أنصار البرادعي خطوة تعكس تدني مستوي المواجهة مع الخصوم السياسيين للنظام.
قبل أنتخابات مجلس النواب المصري لعام 2010 دعا دكتور محمد البرادعي قوي المعارضة المصرية المختلفة وعلي رأسها الإخوان المسلمون وحزب الوفد لمقاطعة الانتخابات البرلمانية بهدف سحب الشرعية من نظام مبارك والحزب الوطني نظرا للتوقعات بقيام نظام مبارك بتزوير الانتخابات عن طريق تواطيْ قوات الشرطة والبلطجية كما جرت العادة في الانتخابات السابقة وبالأخص عام 2005 ولكن المعارضة المصرية اصرت على المشاركة الا انهم قد اتخذوا قرارا بالانسحاب من الانتخابات بعد الجولة الأولي من الانتخابات حيث فاق التزوير كل التوقعات ولم يحصل الإخوان المسلمون على أي مقعد على عكس انتخابات 2005 وكان هذا بسبب سياسة أحمد عز (رجل أعمال) وأمين التنظيم ورجل جمال مبارك في الحزب الوطني الديمقراطي باستخدام وسائل وتكتيكات انتخابية جديدة ومبتكرة في تزوير الانتخابات ونتيجة لذلك أعلن الإخوان المسلمون وحزب الوفد كل بشكل منفصل انسحابهم من الانتخابات اعتراضا على التزوير ومن أجل نزع الشرعية من البرلمان.
وكنتيجة لذلك حذر دكتور البرادعي نظام مبارك من تداعيات تزوير انتخابات مجلس الشعب وقال أن النظام لم يترك للشعب المصري أي سبيل للتغير سوي الانفجار.

### الانتخابات الرئاسية لعام2012
في نوفمبر 2009 وفي خضم جدل سياسي حول انتخابات رئاسة الجمهورية المستحقة في مصر سنة 2012 والعوائق الدستورية الموضوعة أمام المترشحين بموجب المادة 76 المعدّلة في 2007 وتكهنات حول تصعيد جمال مبارك ابن الرئيس السابق حسني مبارك، أعلن محمد البرادعي احتمال ترشحه لانتخابات الرئاسة في مصر مشترطًا لإعلان قراره بشكل قاطع وجود «ضمانات مكتوبة» حول نزاهة وحرية العملية الانتخابية. وقال البرادعي في مقابلة تليفزيونية أجراها مع شبكة سي إن إن الإخبارية الأمريكية: «سأدرس إمكانية الترشح لخوض الانتخابات الرئاسية في مصر إذا وجدت ضمانات مكتوبة بأن العملية الانتخابية ستكون حرة ونزيهة».
إعلان البرادعي أثار ردود أفعال متباينة في الشارع السياسي المصري، حيث عدّه البعض رسالة محرجة للنظام من شخصية ذات ثقل دولي مفادها أن عملية تداول السلطة في مصر تحتاج إلى إعادة نظر. بينما رأي آخرون أن تصريح البرادعي يعد مسعي حقيقيا لفتح آفاق جديدة للحياة السياسية «المخنوقة» في مصر، حسب وصفه.

وقال البرادعي في بيان أرسله من مكتبه في فيينا لـجريدة الشروق «إنه لم يعلن رغبته أو عدم رغبته المشاركة في الانتخابات الرئاسية المقبلة». وأضاف مدير مكتبه: 
في يوم 9 مارس 2011 وبعد ثورة 25 يناير أعلن البرادعي عن نيته الترشح في الانتخابات الرئاسية المقبلة، إلا إنه أعلن في 14 يناير 2012 عن انسحابه من الترشح للانتخابات الرئاسية المزمع إجراؤها في شهر يونيو 2012، وذلك لما وصفه بالتخبط في الفترة الانتقالية وغياب أجواء الديمقراطية في مصر تحت قيادة المجلس الأعلى للقوات المسلحة.

### أزمة الإعلان الدستوري
بعد إعلان الرئيس محمد مرسى تحصين قراراته بشكل مؤقت ريثما يتم تفعيل دستور مصر الجديد، قام البرادعي باتهام الرئيس المنتخب بالانقلاب على الديمقراطية وأنه فقد شرعيته وهدد بتدخل القوات المسلحة في حالة استمرار الحالة التي تشهدها البلاد، ودعا الدول الغربية إلى التدخل لانقاذ الثورة من مرسي، الذي وصفه بأنه «نصب نفسه حاكما بامر الله»، والفرعون الجديد، كما وجه أنصاره للإعتصام في الميادين.
تقدمت بعدها عدة جهات ببلاغات للنائب العام ضد البرادعي بتهمة الانقلاب على الشرعية والخيانة العظمي. ولكنه أوضح في لقاء تلفزيوني مع الإعلامي محمود سعد أنه لا يقصد أن يدعو الحكومات الغربية إلى التدخل بل يقصد تعاطف الشعوب في الغرب.
انتهت التحقيقات مع البرادعي بعدم توجيه أي اتهام، وكتب على تويتر:
| محمد البرادعي | عندما يستمر القضاء في التحقيق في بلاغات عبثية تهدف الي تشويه المعارضة وتنتهي بدون معاقبة مقدميها فنحن ننضم بامتياز الي قائمة النظم البوليسية. | محمد البرادعي |

### رئيس حزب الدستور
في 28 إبريل 2012 ، أطلق البرادعي حزب الدستور. كان هذا الموعد متأخرًا جدًا للسماح له بالترشح للرئاسة. يدعي الحزب نفسه ليبراليًا، من أجل حماية وتعزيز مبادئ وأهداف ثورة 25 يناير2011 وفقًا للمثل الليبرالية. أصبح البرادعي شخصية بارزة في المعارضة المصرية. في 24 تشرين الثاني / نوفمبر، شكل حزب الدستور مع الأحزاب العلمانية جبهة الإنقاذ الوطني، ائتلاف أحزاب المعارضة الرئيسية ضد الإعلان الدستوري المكمل الذي اصدره الرئيس الآسبق محمد مرسي في 5 ديسمبر 2012 ، ثم أصبح البرادعي منسق جبهة الإنقاذ الوطني.

### نائب الرئيس
شارك محمد البرادعي في انقلاب أطاح بالرئيس المنتخب ديمقراطيا محمد مرسي وسط احتجاجات جماهيرية ضد سوء إدارة البلاد، ورفض مرسي تشكيل حكومة ائتلافية، والتأثير الاستبدادي للإخوان المسلمين. كان البرادعي أحد الشخصيات المعارضة التي التقت بوزير الدفاع عبد الفتاح السيسي في الأيام التي سبقت عزل الرئيس الآسبق. ووصفته رويترز بأنه «المفاوض المعين» للمعارضة السياسية. قدم البرادعي الدعم لخطة الجيش للإطاحة بمرسي والبدء في تنفيذ «خارطة طريق سياسية» لمصر، بما في ذلك تنصيب رئيس المحكمة الدستورية العليا عدلى منصور كرئيس مؤقت لمصر. كان حاضرا عندما أعلن الفريق السيسي عن تعليق مؤقت للدستور وإقالة مرسي من السلطة.
في المرحلة الانتقالية السياسية التي أعقبت طرد مرسي من الرئاسة، تم ذكر البرادعي على الفور كمرشح لرئاسة الوزراء المؤقتة. وبحسب ما ورد نفى اهتمامه بالمنصب في البداية. كانت هناك تقارير تفيد بأن البرادعي سيتم تعيينه رئيسًا للوزراء، والتي تم سحبها بعد اعتراضات حزب النور، في 7 يوليو. أدى اليمين كنائب للرئيس، والمسؤول عن العلاقات الدولية، في 14 يوليو 2013.

### 14 أغسطس (أعمال فض الاعتصامات والاستقالة)
في 14 أغسطس 2013 ، في أعقاب أعمال فض الاعتصامات الذي قامت به قوات الأمن ضد أنصار الرئيس السابق محمد مرسي، والذي قُتل فيه ما لا يقل عن 525 شخصًا، استقال البرادعي من منصب نائب الرئيس. في خطاب الاستقالة، قال البرادعي: «... لقد رأيت دائمًا بدائل سلمية لحل هذه المشاحنات المجتمعية. تم اقتراح حلول معينة، الأمر الذي كان يمكن أن يؤدي إلى المصالحة الوطنية، لكن الأمور قد وصلت إلى هذا الحد... لقد أصبح من الصعب على أواصل تحمل مسؤولية القرارات التي لا أتفق معها والعواقب التي أخافها. لا أستطيع تحمل مسؤولية قطرة دم واحدة أمام الله، أمام ضميري أو المواطنين...» ثم غادر البلاد متوجهاً إلى فيينا، حيث كان يقيم سابقًا في الأمم المتحدة. 
بعد استقالته، قدم أستاذ القانون المصري في جامعة حلوان، السيد عتيق، دعوى قضائية ضد البرادعي، متهماً إياه بـ «خيانة الأمانة». كما قال عتيق لرويترز، «لقد كلف الدكتور البرادعي بهذا المنصب وكان عليه واجب العودة إلى أولئك الذين عهدوا إليه وطلب الاستقالة.»  وتم النظر في القضية في القاهرة في أكتوبر من ذلك العام، وتم اسقاطها بامر قاضي المحكمة.

## مؤتمرات ومهرجانات حضرها

### مراسم تجليس البابا تواضروس الثاني

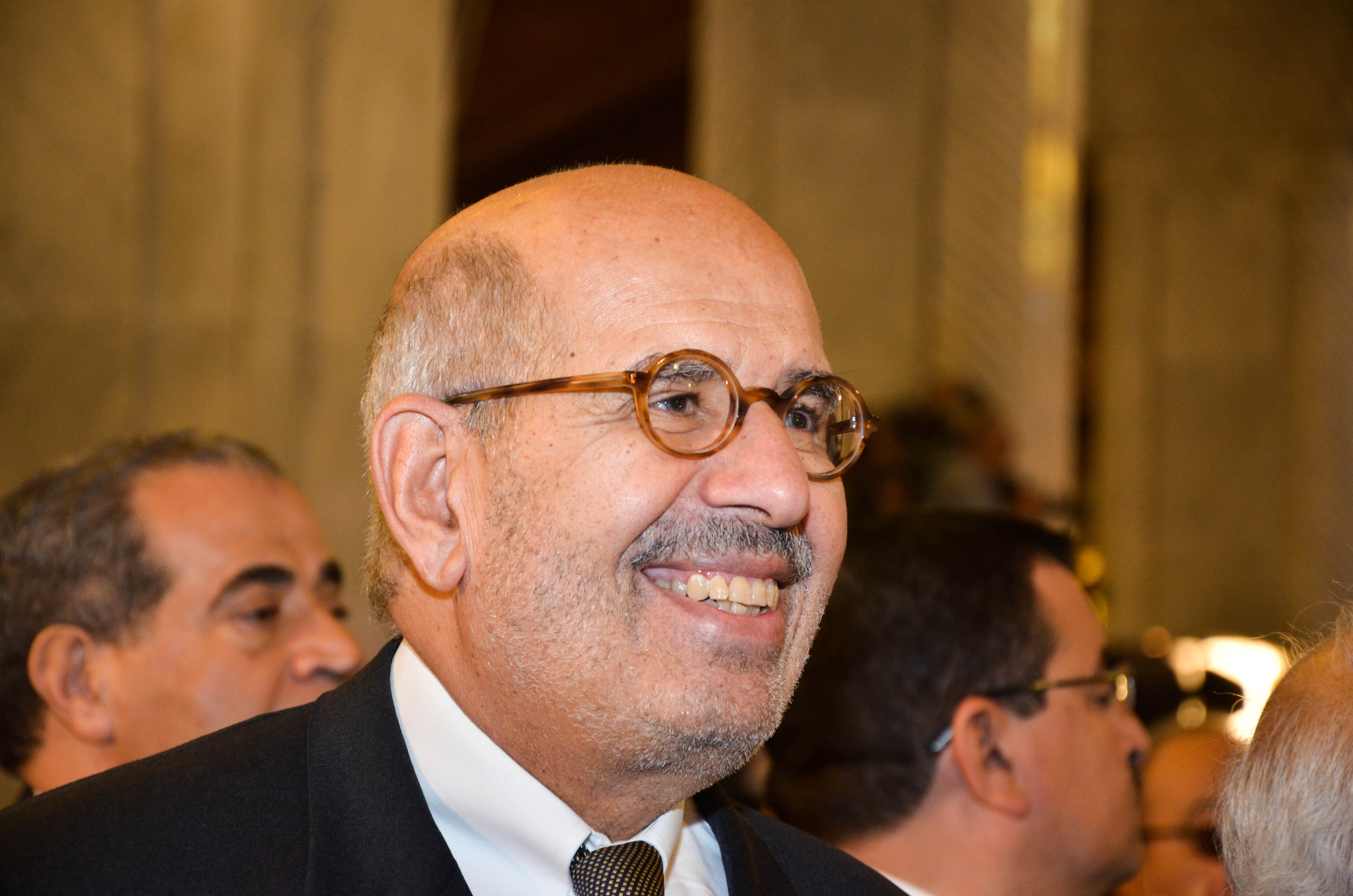
البرادعي في الكاتدرائية المرقسية بالعباسية

حضر محمد البرادعي يوم الأحد 18 نوفمبر 2012 مراسم تجليس البابا تواضروس الثاني بمقر الكاتدرائية المرقسية بالعباسية 

### قمة Cisco للخدمات العامة 2011
أختارت شركة سيسكو العالمية محمد البرادعي ليتحدث حول ثورة مصر والتحول الديمقراطي في قمة Cisco للخدمات العامة لمدة 20 دقيقة بتقنية الفيديو كونفرس. أكد البرادعي أن قيام الثورة لم يكن ممكنا دون الشبكات الاجتماعية التي لعب دور هام. واختتم:
| محمد البرادعي | وخلال عشر سنوات لن تختلف مصر عن ما نراه في تركيا أو سنغافورة. ولكن علينا أولا أن نضع أنفسنا على الطريق الصحيح. | محمد البرادعي |

### سينما من أجل السلام 2012
سافر الدكتور محمد البرادعي يوم الاثنين 13 فبراير للعاصمة الألمانية برلين، لحضور وقائع مهرجان «سينما من أجل السلام». ترأس البرادعي لجنة تحكيم جائزة الفيلم الأفضل قيمة للعام، بناء على طلب من إدارة المهرجان. أختارت اللجنة فيلم In the Land of Blood and Honey للفنانة والمخرجة أنجلينا جولي عن فيلمها الذي أخرجته عن حرب البوسنة والهرسك وقام البرادعي بتكريمهما.
وقال البرادعي عبر تويتر 
| محمد البرادعي | ألقيت اليوم في احتفالية "السينما من أجل السلام" بمهرجان برلين كلمة تناولت الربيع العربي أكدت فيها أن ثقافة الخوف قد ذهبت بلا عودة. | محمد البرادعي |

وعلى جانب متصل، نشر الموقع الرسمي للمهرجان صفحة خاصة بعنوان «في ذكرى موقعة الجمل»، يتضمن معلومات عما تعرض له الثوار في ميدان التحرير بالموقعة الشهيرة. كما تضمن الموقع ذاته معلومات عن أفلام وثائقية مصرية مثل «الطيب والشرس والسياسي»، و«أنا والأجندة»، و«18 يوم (فيلم)».

### مستقبل شمال أفريقيا والشرق الأوسط 2012
شارك محمد البرادعي في 24 مايو 2012 في ندوة عن مستقبل شمال أفريقيا والشرق الأوسط بعد ثورات الربيع العربي في وزارة الخارجية في فيينا بالنمسا
وقال محمد البرادعي لوكالة أسوشيتد برس  أن الرئيس القادم في مصر أهميته أقل، وأن الأهم هو لم شمل المصريين وتوحيدهم من جديد، وقال:
| محمد البرادعي | علينا أن نتفق على المبادئ والقيم المشتركة الأساسية التي سنعيش بها. | محمد البرادعي |

وأضاف الدكتور محمد البرادعي أن الاحتياجات الأساسية مثل الغذاء والرعاية الصحية في مصر يجب تلبيتها بشكل أفضل.و يرى البرادعي أن الخيارات المتاحة للمصريين في الانتخابات ما بين الزعماء الإصلاحيين أو الإسلاميين أو البراجماتيين تقلل فرصة التوافق على مبادئ أساسية نلتف حولها.
وختم الحوار وقال: «لدينا طريق طويل لنقطعه».

## شهادات علمية
نال محمد البرادعي الشهادات العلمية التالية:
- 1962 : حصل على ليسانس الحقوق من جامعة القاهرة.
- 1974 : دكتوراه في القانون الدولي من جامعة نيويورك الأمريكية.
- مايو 2004 : دكتوراه فخرية في القانون من جامعة نيويورك بالولايات المتحدة الأمريكية.
- فبراير 2006 : دكتوراه فخرية في القانون من الجامعة الأمريكية بالقاهرة وذلك تقديراً لدوره البارز وجهوده إزاء الاستخدام السلمي للطاقة النووية ومحاولاته للحد من استخدام الأسلحة النووية.
- سبتمبر 2006 : دكتوراه فخرية من جامعة باري فى إيطاليا.
- أكتوبر 2006 : دكتوراه فخرية في العمل العام من جامعة ميريلاند (كوليج بارك) بالولايات المتحدة الأمريكية وذلك بعد أن ألقى د. محمد البرادعي محاضرة السادات السنوية للسلام.
- نوفمبر 2006 : دكتوراه فخرية من معهد طوكيو للتكنولوجيا في جامعة سوكا في اليابان.
- ديسمبر 2006 : دكتوراه فخرية من جامعة تسنغوا في بكين بالصين.
- فبراير 2007 : تم اختيار د. محمد البرادعى كراعى فخرى لجمعية الفلسفة بكلية ترينيتى بجامعة دبلن بأيرلندا.
- مايو 2007: دكتوراه فخرية من جامعة مدريد في أسبانيا.
- يوليو 2007 : دكتوراه فخرية في العلوم السياسية من جامعة كونكو في سيول بكوريا الجنوبية.
- أكتوبر 2007 : دكتوراه فخرية في الفيزياء من جامعة فلورنسا بإيطاليا.
- نوفمبر2007 : دكتوراه فخرية في القانون من جامعة بوينس آيرس بالأرچنتين.
- نوفمبر 2007 : دكتوراه فخرية من جامعة كويو بباريلوش بالأرچنتين.
- مايو 2008 : دكتوراه فخرية في القانون من جامعة ماساتشوستس في أمهرست بالولايات المتحدة الأمريكية.
- يوليو 2008 : دكتوراه فخرية في القانون الدولي من كلية الاقتصاد والعلوم السياسية (جامعة القاهرة).
- نوفمبر 2009 : دكتوراة فخرية في العلاقات الدولية من جامعة بيروجيا بإيطاليا.
- نوفمبر 2009 : دكتوراة فخرية من جامعة بوخارست برومانيا.

## جوائز

### جائزة نوبل
في أكتوبر 2005 نال محمد البرادعي جائزة نوبل للسلام مع الوكالة الدولية للطاقة الذرية ومنحت الجائزة للوكالة ومديرها اعترافا بالجهود المبذولة من جانبهما لاحتواء انتشار الأسلحة النووية.

و قال البرادعي 
تتألف الجائزة من شهادة وميدالية ذهبية و 10 ملايين كرونا سويدية (تساوي وقتها حوالي 1.3 مليون دولار) مناصفة بين الوكالة ومديرها. وقال البرادعي إن نصيبه من الجائزة التي سيحصل عليها ستذهب إلى دورٍ لرعاية الأيتام في بلده مصر، وأن نصيب الوكالة سيستخدم في إزالة الألغام الأرضية من الدول النامية.
وصفت صحيفة «الإصلاح السياسي العالمي» الأمريكية (Global POlicy Reform) نيل البرادعي جائزةَ نوبل بأنه صفعة لسياسة بوش النووية Nobel Prize Slaps Bush Nuke Policy - GPF.

#### الإصدار البريدي

طابعا بريد من فئة 30 قرشًا صدرا في مصر سنة 2005 احتفاء بمنح محمّد البرادعي جائزة نوبل.
فئة 150 قرشًا
فئة 30 قرشًا

أصدر البريد المصري في 8 أكتوبر 2005 طابعي بريد يحملان صورة البرادعي احتفاء بمنحه جائزة نوبل. ثم في 1 يونيو 2009 في مناسبة الاجتماع غير العادي لمفوضي الاتحاد الأوربي المنعقد في القاهرة ما بين 1 و 6 يونيو أصدر البريد المصري مجموعة من 16 طابعا بريديا تحمل صور الأفارقة حائزي جوائز نوبل، منها طابعا يحمل صورة البرادعي.

### جوائز أخرى
- جائزة فرانكلين د. روزفلت للحريات الأربع (2006) (The Franklin D. Roosevelt Four Freedoms Award)
- جائزة الطبق الذهبي من الأكاديمية الاوروامريكية للإنجاز (The Golden Plate award from the American Academy of Achievement)
- جائزة جيت تراينور (Jit Trainor) من جامعة جورج تاون للتميز في الأداء الدبلوماسي
- جائزة أمن الإنسانية من مجلس العلاقات العامة الإسلامي (The Human Security award from the Muslim Public Affairs Council)
- جائزة المؤسسة من مجلس كرانس مونتانا (The Prix de la Fondation award from the Crans Montana Forum)
- جائزة الأثير، أعلى وسام وطني جزائري
- جائزة الحمامة الذهبية للسلام من الرئيس الإيطالي
- حامي شرفي لجماعة الفلسفة في كلية الثالوث في دبلن (2006)، مماثلا لآخرين ممن نالوا جائزة نوبل للسلام مثل دزموند توتو وجون هيوم
- وشاح النيل من الطبقة العليا، أعلى تكريم مدني من الرئيس المصري السابق حسني مبارك
- جائزة الإسهام المتميز في الاستخدامات السلمية للتقنية النووية من الاتحاد النووي العالمي (سبتمبر 2007)
- جائزة موستار 2007 للسلام العالمي من مركز موستار للسلام والتعاون بين الإثنيات
- جائزة «الذرة من أجل السلام» عام 2007 من قبل المعهد الدولي للسلام المستدامة (IISP) والمجلس العالمي للعمال النووية (WONUC)
- جائزة الرابطة النووية العالمية عام 2007 (مشتركة مع وكالة الطاقة الذرية)
- جائزة دلتا للتفاهم العالمي عام 2009.
- وفي شهر أبريل 2013، اختارت مجلة بروسبيكت البرادعي كواحد من أفضل عشرة مفكرين في العالم.[72]

## وصلات خارجية
- محمد البرادعي على موقع IMDb (الإنجليزية)
- محمد البرادعي على موقع الموسوعة البريطانية (الإنجليزية)
- محمد البرادعي على موقع مونزينجر (الألمانية)
- محمد البرادعي على موقع إن إن دي بي (الإنجليزية)
- الموقع الرسمي للحملة الشعبية المستقلة لدعم وترشيح البرادعي
- الحملة الشعبية لدعم البرادعي ومطالب التغيير
- تويتر الرسمي الخاص بمحمد البرادعي
- سيرة محمد البرادعي من موقع الوكالة الدولية للطاقة الذرية (ملف PDF).
- بيان صحفي للجنة النرويجية لمؤسسة نوبل الصحفي تعلن فيه عن منح جائزة نوبل السلام (بالإنجليزية والنرويجية)
- مقالة نبيل العربي في صحيفة الشروق بتاريخ 16 فبراير 2010 بعنوان «من هو البرادعي»